# Francisco Agea
Agea  Sánchez est un nom espagnol. Le premier nom de famille, en général paternel, est Agea ; le second, en général maternel, souvent omis, est Sánchez.
Francisco Javier Agea Sánchez (né le 27 février 1999 à Navaluenga) est un coureur cycliste espagnol.

## Biographie
Dans les catégories de jeunes, Fran Agea court au sein de la Fondation Victor Sastre dans sa région natale. Il est notamment champion de Castille-et-León et meilleur grimpeur du Tour d'Alava en 2017 chez les juniors (moins de 19 ans). 
En 2018, il rejoint le club cantabre Gomur pour ses débuts espoirs (moins de 23 ans). Deux ans plus tard, il obtient son premier résultat notable en terminant septième du championnat d'Espagne espoirs à Úbeda,. Lors de la saison 2021, il se distingue en remportant le Trophée Guerrita, manche de la Coupe d'Espagne amateurs, ainsi qu'une étape du Tour de Galice. 
Il passe finalement professionnel en 2022 dans l'équipe continentale Rádio Popular-Boavista, au Portugal.

## Palmarès et résultats

### Palmarès par année
- 2021
  - Trophée Guerrita
  - 2e étape du Tour de Galice
  - 2e de la Clásica Agoncillo

### Classements mondiaux
| Année           | 2020   |
| --------------- | ------ |
| UCI Europe Tour | 1 303e |